# Albertus Magnus
Albertus Magnus, másképp Kölni Albert vagy egyházi nevén Nagy Szent Albert, (születési neve: Albrecht Bollstädt) (Lauingen, 1193 körül – Köln, 1280. november 15.) latin nyelven író német filozófus, teológus, püspök, polihisztor, egyháztanító, a középkor egyik legegyetemesebb gondolkodója. Élete alkonyán a Magnus (= Nagy) jelzőt csatolták a nevéhez. Századának legtermékenyebb írója volt  és korának egyetlen tudósa, akit „Nagy”-nak neveztek. Egyesek a középkor legnagyobb német filozófusaként és teológusaként hivatkoznak rá.
 Tanítványai közül a leghíresebb Aquinói Tamás.
Nagy műveltségű emberként hatalmas tudományos életművet hagyott maga után, különösen a természettudományok terén. 
A keresztény hit és az ókori tudomány összeegyeztetésének útjait egyengette azzal, hogy Arisztotelész műveit megismertette a nyugat-európai tudományos élet köreiben, s kiegészítette az arab és zsidó magyarázók fordításaival is. Vele kezdődik nyugaton a komoly természettudományos érdeklődés, melyet addig a teológia teljesen kiszorított. Bölcseleti művei nagyrészt az arisztotelészi iratok bőséges kommentárjai.

## Élete
Valószínűnek tűnik, hogy valamikor 1200 előtt született, feltehetőleg 1193 táján, a Duna menti Launingenben. 
A családja valószínűleg ministerialis  osztálybeli volt; a Bollstädt nemesi vagy grófi családdal való összekapcsolása szinte biztosan puszta feltételezés a 15. századi hagiográfusoktól.
Fiatal korában a padovai egyetemre küldték tanulni; ezt a várost vagy azért választották, mert nagybátyja ott lakott, vagy azért, mert Padova híres volt a bölcsészettudományáról.
1223-ban (vagy 1229-ben) a Padovai Egyetem elvégzése után magiszterként léphetett a Domonkos-rendbe és teológiát tanult Bolognában és máshol.
Teológiai tanulmányainak lezárulásával a rend németországi kolostoraiban tanított, Hildesheimben, Freiburgban, Ratisbonban, Strasbourgban és Kölnben.
Valamivel 1245 előtt a párizsi egyetem Saint-Jacques domonkos kolostorába küldték, ahol kapcsolatba került a párizsi egyetem műveivel, Arisztotelész írásaival, valamint Averroës Arisztotelész műveihez fűzött kommentárjaival.
A Saint-Jacques-ban két évig a Bibliáról, majd további két évig Petrus Lombardus Sententiarum művéből, a középkori egyetemek teológiai tankönyvéről tartott előadást.
Kommentárokat írt a Bibliához és a Sententiarumhoz. A középkori teológusok közül egyedül ő kommentálta Arisztotelész összes ismert munkáját, mind a valódiakat, mind a hamisítványokat, gyakran hozzáfűzve „kitérőket”, amelyekben saját megfigyeléseit és spekulációit fejezte ki. Spekulációi nyitottak voltak az újplatonikus gondolkodásra. Miközben ezen a projekten dolgozott, valószínűleg a tanítványai között volt Aquinói Tamás, aki 1245 végén érkezett Párizsba.
Párizsból Aquinói Tamással 1248 nyarán tértek vissza Kölnbe, mert ideküldték, hogy megszervezze az első németországi domonkos studium generale-t („általános tanulmányi ház”). 1254-ig elnökölt a ház felett, és a tanulás, a tanítás és az írás teljes rendjének szentelte magát. Ebben az időszakban fő tanítványa Aquinói Tamás volt, aki 1252-ben tért vissza Párizsba. A két férfi szoros kapcsolatot tartott fenn annak ellenére, hogy a tanbeli különbségek kezdtek megjelenni.
Kölnben Albertus Magnus novíciusmester és professzor lett. Mindeközben pápai tanácsadóként és hitszónokként is feladatokat vállalt. 1254-ben Worms tartományfőnökévé választották. Bár további adminisztratív feladatok nehezedtek rá, folytatta írását, tudományos megfigyelését és kutatását.
1257-ben lemondott a tartományfőnöki tisztségről, és Kölnben folytatta a tanítást. 1259-ben IV. Sándor pápa kinevezte a regensburgi püspök helyettesítőjének, majd 1260 januárjában kinevezték püspöknek. Hamarosan azonban kiderült, hogy Albertus Magnus személyisége nem alkalmas az akkoriban dúló egyházon belüli jogviták miatt kemény kezet igénylő poszt betöltésére. IV. Sándor 1261-ben bekövetkezett halála után Albertus lemondhatott a püspöki székéről. Ezután visszatért rendjéhez és Kölnbe tanított.
1263-tól 1264-ig IV. Orbán pápa legátusa volt, a keresztes hadjáratot hirdette Németországban és Csehországban; ezt követően Würzburgban és Strasbourgban tartott előadásokat. 1270-ben véglegesen Kölnben telepedett le.
Élete utolsó évtizedében a kölni dominikánus kolostorban élt és tanított. Halála előtt körülbelül három évvel memóriája annyira meggyengült, hogy szinte minden addigi tudását elveszítette, kivéve a legfontosabb egyházi feladatinak elvégzéshez szükséges ismereteket, amelyek segítségével, aktívan részt vett egyházi közösségének napi tevékenységében, egészen 1280-ig, amikor nyolcvanvalahány éves korában elhunyt.

## Munkássága
Albertus Magnus összegyűjtött írásait 1899-ben harmincnyolc kötetben foglalták össze. Ez megmutatja termékeny életművét és enciklopédikus tudását olyan témákban, mint a logika, teológia, botanika, földrajz, csillagászat, asztrológia, ásványtan, alkímia, állattan, élettan, frenológia, jog, barátság és szerelem. Ismerete korának minden tudását felölelte, és valószínűleg korának egyik legnagyobb tudósa volt. Arisztotelész összes írását értelmezte és rendszerezte, az egyházi tanításnak megfelelően.
Főbb teológiai munkái Petrus Lombardus művének (Magister Sententiarum) három kötetes kommentárja, két kötetben pedig a Summa Theologiae. 
A tevékenysége azonban inkább filozófiai, mint teológiai jellegű volt.
Teljes egészében máig is feltáratlan és publikálatlan életművében polihisztorként kora szinte minden tudományával foglalkozott: az ásványi-, növényi- és az állatvilág ugyanúgy foglalkoztatta, mint az asztrológia és az alkímia.
A középkorban – egészen a kora újkorig – az asztrológiát széles körben elfogadták a tudósok és értelmiségiek, akik azon nézeten voltak, hogy a földi élet valójában egy mikrokozmosz a makrokozmoszban. Úgy gondolták, hogy a kettő között ezért van megfelelés, és így az égitestek a földihez hasonló mintákat és ciklusokat követnek. Ezzel a világnézettel ésszerűnek tűnt azt állítani, hogy az asztrológia felhasználható az emberek valószínű jövőjének előrejelzésére. Albertus azzal érvelt, hogy a ránk ható égi hatások megértése segíthet abban, hogy életünket jobban a keresztény előírások szerint éljük.
Bölcseleti művei három csoportra oszlanak:
- logikai, fizikai-, mennyiségtan-,
- metafizikai,
- erkölcsbölcseleti művek.

Széles forrásismerete és egyetemes tudása bámulatos. Spekulatív hajlama mellett a természettudományi tapasztalatok induktív megfigyelésére is roppant gondot fordított. Igazán ismertté Arisztotelész műveinek kommentárjaival vált. Arisztotelészt igyekszik azonban az arab átfestéstől megtisztítani és a keresztény elvekhez simítani. Kezdeményezője volt az arab kommentárok felhasználásával megújult arisztoteliánus filozófiának, a klasszikus skolasztikus filozófia kibontakoztatásának.
Aquinói Tamás részben az ő gondolatait folytatta tovább, s csak az ő alapvetésével építhette meg a katolikus hittudomány és bölcselet örökérvényű szintézisét.
Az istenbizonyítékokat az okság elvére építi, az ontologikus érvvel szemben kétségei vannak. Sokat foglalkozik a világteremtés kérdéseivel. Tagadja a teremtés örökkévalóságát, viszont a teremtés időbeli kezdetét hittitoknak tartja.
Pszeudo-Dionüsziosz munkáinak összefoglalását is megkezdte, ám azt tanítványa, Aquinói Tamás fejezte be, aki Párizsban és Kölnben is munkatársa volt.
Filozófiája és teológiája kezdeti kísérlet volt a hagyományos platonikus tartalom és az újra felfedezett arisztoteliánus formai és fogalmi rendszer szintézisére, ugyanakkor nem értett mindenben egyet a újplatonikusok nézeteivel.
Élete utolsó éveiben kiállt a párizsi egyetem nyilvánossága előtt a már elhunyt Aquinói Tamás tanainak védelmében, akit a ferences teológusok komolyan támadtak nézeteiért.
Arisztotelizmusának Aquinói Tamás, misztikus-ezoterikus látásának másik nagy tanítványa, Eckhart mester volt a folytatója.

## Utóélete
1622-ben a római katolikus egyház boldoggá, majd 1931-ben szentté avatta.
Nevét viseli az Albertus Magnus Társaság. Albertus Magnus Institut

## Legendák
Sokan kapcsolatba hozzák a mágiával. E nézetek szerint részben tanulmányozta, részben kritizálta, de részben felhasználta a mágia korabeli megnyilvánulásait. Tanítványa Strassburgi Ulrik állítólag rebus magicis expertus-nak hívta.
- Bizonyos források szerint egy androidot, egy ember formájú gépet vagy lényt is alkotott,[16] mely nemcsak kisebb házimunkák elvégzésére volt képes, hanem beszélni is tudott. Ezt a lényt vagy szerkezetet később Aquinói Tamás semmisítette meg, tönkretéve mestere harminc évig tartó munkájának gyümölcsét.[17]
- A párizsi egyetem feljegyzései közt található az alábbi történet, amely talán bizonyítja Albertus Magnus állítólagos mágikus képességeit. Ez az eset kapcsolatban áll azzal az 1249-es eseménnyel, amikor a nagyszerű filozófus rávette hollandiai Vilmost, hogy Kölnön való átutazása alkalmával tisztelje meg otthonát egy látogatással, és engedje meg számára, hogy őt és kíséretét egy vacsorával szórakoztassa. Ebből az alkalomból Albertus Magnus asztalokat helyeztetett el a rendház kertjében, habár erősen zord, téli időjárás uralkodott odakint, és a földet még hótakaró borította. A herceg kíséretében lévő udvartartása morgolódott a házigazda azon udvariatlanságán – látván a szabadban megterített asztalokat –, hogy vendéglátójuk kiteszi urukat a rossz időjárás ártalmas hatásainak. Ám a vacsora alatt a hó egyszer csak eltűnt, és a vendégsereget a kellemesen langy tavaszi idő melengette és az illatos, kikeleti virágokkal teli kert vette körül, melyben a fák teljes pompájukban virítottak, miközben a madarak legszebb nyári dalaikat zengedezték. Ám a látogatók meglepetése még ennél is nagyobb lett, amikor az étkezés befejeztével az őket körülvevő összes kellemes jelenség – virágok, daloló madarak és a lágy tavasz –, egy szempillantás alatt eltűnt és ismét hideg téli időben és a behavazott kopár kert közepén találták magukat.[18]
- Bizonyos források szerint Albertus Magnus tervei alapján épült meg a kölni dóm. A tervek elkészítésének legendája pedig a következő: egy este Albertus Magnus rendházának étkezőjében tartózkodott és kétségbeesetten törte a fejét azon a megbízatáson, amit a kölni dóm megtervezésének problematikája jelent, mivel sem építészi, sem építőmesteri tudása nem volt. Ám egyszerre csak áhítatos révületbe esett és ebben az állapotában, ahogy az étkező falára pillantott az hirtelen megnyílt és négy alak jelent meg a nyílásban, egyik Szűz Mária volt, a másik három pedig egy-egy férfi, egy ifjú, egy élete virágában lévő és egy aggastyán. A három férfi az étkező falára felrajzolta az építendő dóm alaprajzát, mely rajz mágikus fényben világított. Albertus pedig a jelenésben látottakat igyekezett jól az eszébe vésni. Révületéből egyszer csak egy rendtársa ébresztette fel, amikor belépett az ebédlőbe. A későbbiekben állítólag Albertus Magnus a látomásban szereplő tervrajz alapján építtette fel a kölni dóm ma is látható nagyszerű épületét.

## Művek magyarul
- Nagy Szent Albertː Az erények könyve; ford. Nagy Imre Leó; Szalézi Művek, Rákospalota, 1936 (A lelkiélet kis könyvei)
- Albertus Magnus: Dionysius Az isteni nevekről című művéről (ford. Adamik Tamás) IN: Az égi és a földi szépről – Források a későantik és a középkori esztétika történetéhez (közreadja Redl Károly), Gondolat Könyvkiadó, Budapest, 1988, ISBN 963-281-843-1, 377–397. o.
- Az állatokról; vál., utószó, jegyz. Kádár Zoltán, ford. Magyar László András; Balassi, Bp., 1996